# Podział administracyjny Paragwaju
Podział administracyjny Paragwaju obejmuje 18 departamentów (departamentos), w tym jeden dystrykt stołeczny Asunción, oraz 227 dystryktów (distritos).
Na początku XX wieku Paragwaj podzielony był na dwie sekcje (secciones) Oriental i Occidental, z których pierwsza była podzielona na departamenty, a druga na wojskowe komendantury. Później podział na dwa główne regiony wyszedł z użycia, zaś podział na departamenty rozciągnięty został na cały kraj. Od tego czasu kilkakrotnie dokonywano podziałów lub łączenia departamentów.
Współcześnie podział Paragwaju na departamenty wygląda następująco:
| lp. | departament           | stolica                   | ludność 2002 | pow. km² | gęstość zaludn. |
| --- | --------------------- | ------------------------- | ------------ | -------- | --------------- |
| 1   | Alto Paraguay         | Fuerte Olimpo             | 13 250       | 82 349   | 0,2             |
| 2   | Alto Paraná           | Ciudad del Este           | 559 769      | 14 895   | 37,6            |
| 3   | Amambay               | Pedro Juan Caballero      | 115 320      | 12 933   | 8,9             |
| 4   | Asunción              | Asunción                  | 510 910      | 117      | 4366,8          |
| 5   | Boquerón              | Filadelfia                | 43 480       | 91 669   | 0,5             |
| 6   | Caaguazú              | Coronel Oviedo            | 443 311      | 11 474   | 38,6            |
| 7   | Caazapá               | Caazapá                   | 139 080      | 9496     | 14,6            |
| 8   | Canindeyú             | Salto del Guairá          | 140 250      | 14 667   | 9,6             |
| 9   | Departament Centralny | Areguá                    | 1 362 650    | 2465     | 552,8           |
| 10  | Concepción            | Concepción                | 178 900      | 18 051   | 9,9             |
| 11  | Cordillera            | Caacupé                   | 233 170      | 4948     | 47,1            |
| 12  | Guairá                | Villarrica                | 178 130      | 3846     | 46,3            |
| 13  | Itapúa                | Encarnación               | 459 480      | 16 525   | 27,8            |
| 14  | Misiones              | San Juan Bautista         | 102 230      | 9556     | 10,7            |
| 15  | Ñeembucú              | Pilar                     | 76 730       | 12 147   | 6,3             |
| 16  | Paraguarí             | Paraguarí                 | 224 850      | 8705     | 25,8            |
| 17  | Presidente Hayes      | Pozo Colorado             | 82 030       | 72 907   | 1,1             |
| 18  | San Pedro             | San Pedro del Ycuamandiyú | 319 540      | 20 002   | 16,0            |
|     | Paragwaj              | Asunción                  | 5 183 080    | 406 752  | 12,7            |